# Aleš Höffer
Aleš Höffer (ur. 9 grudnia 1962 w Pradze, zm. 14 listopada 2008) – czeski lekkoatleta, płotkarz, halowy mistrz Europy z 1988. W czasie swojej kariery reprezentował Czechosłowację.

## Kariera sportowa
Wystąpił w zawodach Przyjaźń-84, zorganizowanych w Moskwie dla lekkoatletów z państw bojkotujących igrzyska olimpijskie w 1984 w Los Angeles. Odpadł w eliminacjach biegu na 110 metrów przez płotki. Odpadł w eliminacjach biegu na 60 metrów przez płotki na halowych mistrzostwach Europy w 1985 w Pireusie i na halowych mistrzostwach Europy w 1987 w Liévin oraz w półfinale biegu na 110 metrów przez płotki na mistrzostwach świata w 1987 w Rzymie.

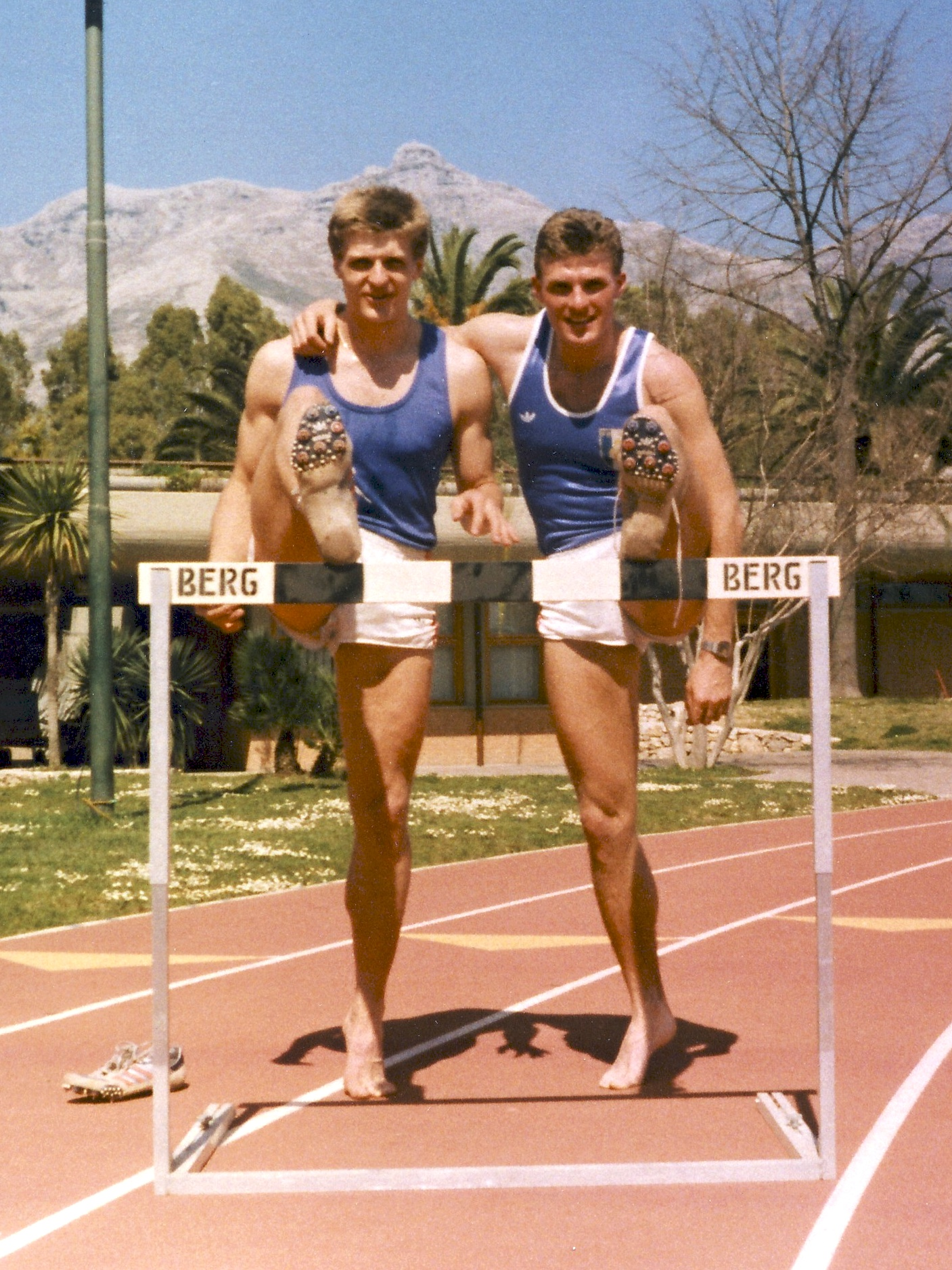
Höffer (z lewej) i Jiří Hudec

Zwyciężył w biegu na 60 metrów przez plotki na halowych mistrzostwach Europy w 1988 w Budapeszcie, wyprzedzając Brytyjczyka Jonathana Ridgeona i Hiszpana Carlosa Salę. Zajął 8. miejsce w tej konkurencji na halowych mistrzostwach Europy w 1989 w Hadze i odpadł w eliminacjach na tym dystansie na halowych mistrzostwach Europy w 1990 w Glasgow.
Był mistrzem Czechosłowacji w biegu na 110 metrów przez płotki w 1985, 1987 i 1989 oraz w sztafecie 4 × 100 metrów w 1984, a także brązowym medalistą w biegu na 110 metrów przez płotki w 1984. W hali był mistrzem Czechosłowacji w biegu na 60 metrów przez płotki w 1988, wicemistrzem w tej konkurencji 1984, 1986 i 1987 oraz w biegu na 50 metrów przez płotki w 1990, a także brązowym medalistą w biegu na 60 metrów przez płotki w 1983 i 1989.
7 czerwca 1987 w Moskwie ustanowił rekord Czechosłowacji w biegu na 110 metrów przez płotki z czasem 13,53 s.
Rekordy życiowe Höffera:
- bieg na 110 metrów przez płotki – 13,54 s (7 czerwca 1987, Moskwa)
- bieg na 50 metrów przez płotki (hala) – 6,50 s (17 lutego 1990, Praga)
- bieg na 60 metrów przez płotki (hala) – 7,56 s (6 marca 1988, Budapeszt)